# Camphre
Le camphre est un composé organique bicyclique solide, qui peut être extrait du camphrier Cinnamomum camphora.

## Histoire

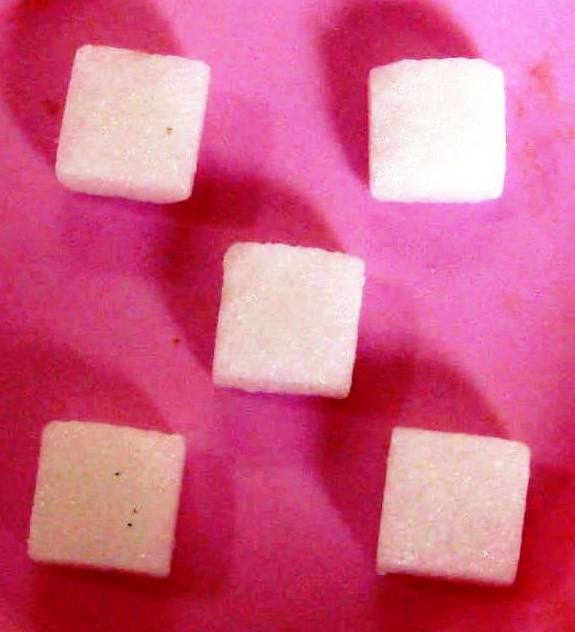
Cubes de camphre.

Le nom « camphre » vient du latin médiéval camfora, provenant de l'arabe al kafur (الكافور), du nom malais kapur Barus qui veut dire « craie de Barus ». Les marchands malais, qui vendaient le camphre aux négociants venus d'Inde et du Moyen-Orient, l'appelaient kapur (craie) en raison de sa couleur blanche. Barus était le port sur la côte ouest de l'île indonésienne de Sumatra, où les marchands étrangers venaient acheter le camphre. 
Au Japon, on préparait le camphre en faisant passer de la vapeur d'eau sur des copeaux de camphrier (Cinnamomum camphora). Le camphre était entraîné par la vapeur et venait se condenser sur des chapiteaux de paille, où on le recueillait. On obtenait ainsi le camphre brut, qui était exporté et qu'il fallait encore purifier en le sublimant dans des ballons de verre après l'avoir mélangé avec 3 à 5 % de chaux récemment éteinte. Les ballons étaient ensuite chauffés avec de grandes précautions, dans un bain de sable, tout en élevant progressivement la température jusqu'à 205 °C. Le camphre se sublimait et venait former dans la partie supérieure du ballon un amas que l'on récupérait en brisant le verre.
Il ne faut pas confondre le camphre de Bornéo, contenant du bornéol et extrait de Dryobalanops camphora, avec celui extrait de Cinnamomum camphora.
Le camphre est récupéré par distillation de morceaux de racines, de tiges ou d'écorces du camphrier. Les feuilles de certaines plantes, comme les matricaires, contiennent une forme de camphre non commercialisée. Une autre forme, constituée d'un mélange d'isomères, se trouve dans l'huile d'un chrysanthème asiatique, et est également synthétisée pour la plupart des utilisations commerciales.
Il existe de nombreuses méthodes pour synthétiser le camphre. L'une d'entre elles, mise au point par Auguste Béhal, se fait à partir de l'essence de térébenthine ou pinène C10H16. Marcellin Berthelot a également synthétisé le camphre par oxydation du bornéol C10H18O ou du camphène C10H16.
Existe aussi le Romarin camphré (Romarin officinal).

## Propriétés physiques et chimiques
Le camphre se présente comme un solide cristallin, blanc, translucide, onctueux au toucher, rayé par l'ongle, d'odeur vive, de saveur amère et aromatique.
C'est une cétone de formule C10H16O, à partir de laquelle on synthétise le bornéol et le camphène. Quasi insoluble dans l'eau, il est soluble dans les solvants organiques. Sa densité est de 0,992 à 10 °C. Il se sublime à la température ordinaire (à l'air libre) à cause de sa pression de vapeur saturante non négligeable. Pur, il fond à 179,75 °C et bout à 204 °C.
Il est soluble dans 840 parties d'eau, insoluble dans la glycérine, soluble dans 0,65 partie d'alcool à 95°, très soluble dans l'éther, la benzine, l'acide acétique, les huiles et les essences. Sa solution alcoolique est dextrogyre et le degré varie avec la concentration et la provenance. Si le camphre extrait des laurinées dévie la lumière polarisée à droite, il existe un camphre lévogyre extrait de l'huile essentielle de matricaire. Le camphre synthétique, quant à lui, est racémique.
L'acide nitrique le transforme en acide camphorique C10H16O4.
Le camphre brûle à l'air avec une flamme fuligineuse. Bien que le camphre puisse être utilisé dans la fabrication d'explosifs, il n'est pas explosif lui-même. Mais comme tout produit combustible volatil, ses vapeurs mélangées à l'air peuvent déflagrer.

## Utilisations
Le camphre est utilisé dans la production du celluloïd, d'explosifs, ainsi qu'en médecine pour ses propriétés antiseptiques et légèrement anesthésiques (il constitue par exemple le principal composant du baume du tigre). Cependant le camphre est un poison lorsqu'il est ingéré en grandes quantités. Le camphre est un anaphrodisiaque.
Le camphre a été utilisé pour lutter contre l'épidémie de choléra-morbus en 1831–1832, puis contre la grippe asiatique en 1957–1958.
Les frères John et Isaiah Hyatt l'ont utilisé pour produire du celluloïd.
Ses propriétés tensioactives le faisaient utiliser dans les années 1950 comme « moteur » pour de petits jouets flottants : ces jouets en plastique très légers étaient posés sur une petite plaque de celluloïd dans laquelle on sertissait deux ou trois cylindres de camphre d'un peu plus d'un millimètre : le jouet se déplaçait lentement à la surface de l'eau, tiré par l'eau située à l'avant plus que par l'eau située à l'arrière. Le jouet était fourni avec une trentaine de cartouches.
Le camphre est utilisé dans le tir sportif, notamment au pistolet, pour noircir les organes de visée en le faisant brûler, car il dégage une fumée noire.
Le camphre est un insecticide, il est notamment efficace contre les mites.
En Suisse, en France et au Québec, du camphre est ajouté à l'alcool dénaturé vendu en pharmacie afin d'en décourager l'ingestion, le camphre ayant un goût particulier qui, généralement, provoque des vomissements.
Le camphre est utilisé dans la religion musulmane pour purifier les morts lors de leur lavement rituel.